# Stifterl
Stifterl wird in Ostösterreich (mundartlich auch „Stiftl“) eine kleine Weinflasche mit 0,25 Liter (für Wein gebräuchlich) oder 0,2 Liter (für Sekt) bezeichnet.
Die Größe 0,375 Liter ist dagegen kein „Stiftl“ sondern eine sogenannte Halbflasche (Demi Bouteille).
Seinen Namen hat das Stifterl vom Chorherrnstift Klosterneuburg, das das größte und älteste Weingut Österreichs betreibt und seit etwa 1950 Qualitätswein in dieser Flaschengröße abfüllt. Damals beauftragte die österreichische Fluglinie Austrian Airlines das Stift mit der Lieferung von Rotwein für die First Class in kleinen Flaschen.
Zwischenzeitlich ist bei einfacheren Weinen auch für Portionsflaschen mit einem Inhalt von 0,20 Liter und 0,25 Liter Inhalt die Bezeichnung „Stifterl“ gebräuchlich.